# 249

## Esdeveniments
- Mèsia: Dèci és proclamat emperador romà per les seves tropes.
- Verona (Itàlia): Les legions de Dèci i Felip l'Àrab s'enfronten en batalla amb el resultat de la victòria del primer i la mort del segon.
- Roma: El Senat confirma Dèci com a emperador.
- Osroene (Mesopotàmia): Els romans culminen la seva annexió a l'Imperi, convertint el regne en província.

## Necrològiques
- Verona (Itàlia): Felip l'Àrab, emperador romà, en la batalla per rebutjar Dèci.
- Roma: Marc Juli Filip, fill de Felip l'Àrab, assassinat pels pretorians en conèixer-se la mort del seu pare.
- Alexandria (Egipte): Santa Apol·lònia, màrtir.